# 将軍職 (アテナイ)
将軍職（しょうぐんしょく、ギリシャ語で στρατηγός ストラテゴス, 複数形は στρατηγοί ストラテゴイ）は、古代ギリシアの都市・アテナイの最高職。軍事指導者の職であったが、アテナイの民主主義者クレイステネスにより定められ、重要職の全市民への解放とともに実質的に最高職となった。任期1年で毎年春に市民の中から10名が民会の挙手で選ばれて再任も可能だった。
将軍は市民と在留外国人（メトイコイ）とを戦いに招集する権限をもち、また海上の戦いにも陸上の戦いと同じくこれを指揮する権限を持っていた。たいていの遠征には一名か二名が指揮に赴き、10名全員が出征することは希だった。
古くはミルティアデスやテミストクレス、キモン、ペリクレスなどの有能な政治家が就任したが、後に古代アテナイ民主主義が衆愚政治に陥るとデマゴーグ（扇動者）が就任するようになった。またアルギヌサイの海戦の際のようにデマゴーグによって将軍らが敗戦の責任を追及されたあげくに死刑に処されるようなことも起こった。